# Berninches
Berninches es un municipio y localidad española de la provincia de Guadalajara, en la comunidad autónoma de Castilla-La Mancha. El término municipal, ubicado en la comarca de La Alcarria, tiene una población de 45 habitantes (INE 2024). La plaza Mayor articula el pueblo alrededor, con su iglesia parroquial de Ntra. Sra. de la Asunción, del siglo XVI, cuyo retablo barroco acaba de restaurarse; su ayuntamiento de nueva construcción; su novicia olma (la centenaria que la precedió cayó víctima de la imparable grafiosis); su frontón, y su fuente de dos caños empotrados. Por el resto de la villa se esparcen otras cuatro fuentes más: la Estefanía (en las crónicas llamada "Estebanía", y la más vieja del lugar sita en la subida de la entrada al pueblo); la fuente del Medio o Medio la villa, que dijeran los antepasados; la fuente Cajón, mucho más moderna y situada en la salida del pueblo hacia la ermita de la Soledad, y otra más nueva que carece de denominación, un poco más abajo aún. El acceso a Berninches llega a través de la N-320, bien por su paso más natural trazando el desvío en la finca del Berral por la CM-2013 y entrando por el empalme con la GU-997 hasta el puente de la Esperanza que da paso a la cuesta de entrada. O bien por el nuevo paso directo que ofrece la remodelada N-320, desviándose en El Collado y cogiendo la carretera de Auñón, también nombrada GU-997.

## Geografía
Pertenece a la comarca de La Alcarria. El pueblo se localiza a 43 km de la capital provincial. El término municipal lo cruzan la carretera nacional N-320 (Guadalajara-Cuenca), la carretera autonómica CM-2013, que se dirige hacia Budia, y la carretera local GU-997, que conecta la N-320 con la CM-2013. El relieve del municipio está marcado por los valles que forman el Arroyo de Arlés o de Arlas, que pasa por la población, los arroyos de las Nogueras, del Val y de la Golosa, además de por el páramo elevado propio del paisaje alcarreño. La altitud varía entre los 1039 metros del cerro Berninches y los cerca de 830 metros en el valle del arroyo Arlés. El núcleo poblacional está a 926 m sobre el nivel del mar, cabecera del valle que forma el río Arlés en su nacimiento, encaramado en una ladera llamada "Las Matas". El término municipal limita con San Andrés del Rey, Budia, El Olivar, Peñalver, Alocén, Fuentelencina, Alhóndiga y Auñón
La zona propia de la vega, está ocupada por arboledas y huertos para legumbres, frutas y hortalizas varias, regados por sus arroyos y acuíferos. Los cultivos de secanos (trigo, cebada y girasol, principalmente) ocupan el páramo, llano y seco. Antaño la producción de vino y aceite era importante y por tanto en el paisaje abundaban los campos de olivares y viñedos. Los baldíos están ocupados por encinas y robles (quejigos), distribuidos por las cuatro grandes masas forestales del término: Los Dureos, Las Herreras, El Gimeno y los Rodeiros. También crecen la asilvestrada planta del espliego (antaño cotizada y muy trabajada), el tomillo, la ajedrea, la manzanilla, el té, el zumaque, espinos y zarzamoras, entre otras. Este ambiente vegetal favorece a la abeja que produce la miel de la Alcarria. 
Entre la fauna que hay en el municipio se encuentran la liebre, el conejo, el zorro, el jabalí y el corzo, además de aves como la perdiz, la torcaz, la tórtola, el alcotán, el águila ratonera y el buitre leonado.

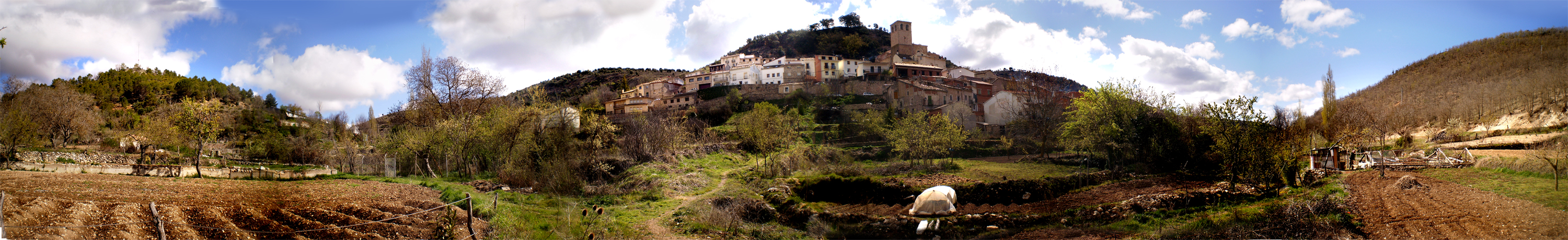
Vista de Berninches y valle del río Arlés

## Clima
| Parámetros climáticos promedio de Berninches en el periodo 1986-1998 | Parámetros climáticos promedio de Berninches en el periodo 1986-1998 | Parámetros climáticos promedio de Berninches en el periodo 1986-1998 | Parámetros climáticos promedio de Berninches en el periodo 1986-1998 | Parámetros climáticos promedio de Berninches en el periodo 1986-1998 | Parámetros climáticos promedio de Berninches en el periodo 1986-1998 | Parámetros climáticos promedio de Berninches en el periodo 1986-1998 | Parámetros climáticos promedio de Berninches en el periodo 1986-1998 | Parámetros climáticos promedio de Berninches en el periodo 1986-1998 | Parámetros climáticos promedio de Berninches en el periodo 1986-1998 | Parámetros climáticos promedio de Berninches en el periodo 1986-1998 | Parámetros climáticos promedio de Berninches en el periodo 1986-1998 | Parámetros climáticos promedio de Berninches en el periodo 1986-1998 | Parámetros climáticos promedio de Berninches en el periodo 1986-1998 |
| Mes | Ene.                                                                 | Feb.                                                                 | Mar.                                                                 | Abr.                                                                 | May.                                                                 | Jun.                                                                 | Jul.                                                                 | Ago.                                                                 | Sep.                                                                 | Oct.                                                                 | Nov.                                                                 | Dic.                                                                 | Anual                                                                |
| --- | -------------------------------------------------------------------- | -------------------------------------------------------------------- | -------------------------------------------------------------------- | -------------------------------------------------------------------- | -------------------------------------------------------------------- | -------------------------------------------------------------------- | -------------------------------------------------------------------- | -------------------------------------------------------------------- | -------------------------------------------------------------------- | -------------------------------------------------------------------- | -------------------------------------------------------------------- | -------------------------------------------------------------------- | -------------------------------------------------------------------- |
| Temp. media (°C) | 6.0                                                                  | 7.8                                                                  | 12.2                                                                 | 12.2                                                                 | 17.2                                                                 | 21.5                                                                 | 25.9                                                                 | 25.6                                                                 | 20.6                                                                 | 15.2                                                                 | 10.4                                                                 | 7.0                                                                  | 15.1                                                                 |
| Precipitación total (mm) | 55.2                                                                 | 28.1                                                                 | 12.0                                                                 | 59.8                                                                 | 60.9                                                                 | 42.6                                                                 | 17.9                                                                 | 12.4                                                                 | 24.8                                                                 | 70.9                                                                 | 65.3                                                                 | 61.7                                                                 | 511.5                                                                |
| Fuente: Ministerio de Agricultura, Alimentación y Medio Ambiente. Datos de precipitación para el periodo 1986-1998 y de temperatura para el periodo 1986-1998 en Berninches |                                                                      |                                                                      |                                                                      |                                                                      |                                                                      |                                                                      |                                                                      |                                                                      |                                                                      |                                                                      |                                                                      |                                                                      |                                                                      |

## Historia

### Edad Media
La primera mención escrita de Berninches data del 4 de noviembre de 1187, aunque existen otras referencias que hacen suponer se tratara ya de una alquería árabe, y en ella el papa Gregorio VIII promulga la segunda Bula de confirmación de la Orden de Calatrava, incluyendo entre sus nuevas posesiones Zorita de los Canes, Almoguera, Vállaga, Almonacid de Zorita, Pangía, Auñón, Hueva, la mitad de Moratilla de los Meleros, Cogolludo, La Mierla, la heredad en Molina de Aragón y El Collado de Berninches. Posteriormente, en 1189, Raimundo, abad del monasterio de Monsalud de Córcoles, vende por "onze moros" los derechos sobre El Collado y Berninches a la Orden de Calatrava, cuyo maestre era por entonces Nuño Pérez de Quiñones, cuarto maestre desde la fundación de la Orden. Juan Catalina, a través de sus "Aumentos" relativos a Córcoles, ya señala la disputa entre la Orden y el convento cisterciense por la posesión de la "grangia de Barninches", a la que se da fin merced a una concordia que el historiador refleja en latín, confesando tener la anotación pero desconociendo el lugar de la que fue extraída:

Notum sit ómnibus hanc cartam legentibus quatenus Raymundus Montis-Salutis dictus Abbas Consilio et asensu sui conventus de querela quam habebat de Magistro atque conventu fratrum Calatravensium de grangia de Barninches habuit concordiam tali pacto quod predictus Magister Calatrave pro predicta grangia darte ei undecim sarracenos. Huius rei testes sunt Abbas Sancte Vía Abbas Horte. Abbas Vallbone. Didacus Blascus. Ego Raimundus Abbas cum priori et conventu meo hanc cartam feci et confirmo et corroboro.
Juan Catalina. Aumentos.

A 27 de noviembre de 1218, vuelve a aparecer citado El Collado como "enfermería", otorgando el rey Fernando III de Castilla el derecho a la Orden de extraer de las salinas de Medinaceli 12 cahíces de sal con carácter anual para abastecerla; concesión que refrenda a 9 de octubre de 1255 Alfonso X de Castilla a favor de la Orden. 
El 11 de julio de 1322 el maestre frey García López otorga el "uso del horno en Verninches al conçejo por un censo de 225 maravedíes". Con fecha 8 de agosto de 1353, el maestre o clavero de Calatrava, frey Juan Núñez, sentencia en la disputa entre los lugares (nominación para los enclaves que aún no disfrutaban el título de villa) de Auñón y Berninches sobre la comunidad de pastos, hierbas y aguas para ambos ganados desde octubre hasta finales de marzo. Otorga al concejo de Auñón la dehesa de Mengalagasca y a Berninches la de San Cristóbal (actualmente paraje de El Santo), mientras que la de Villafranca (lugar donde se asienta actualmente la ermita del Madroñal) queda en exclusiva para Auñón, pues se hace constar que este concejo la compró a los monjes de Monsalud. La sentencia permite a los de Berninches sacar esparto para el laboreo, pero solo el extraíble a "carga de hombre", pues de servirse de caballerías para su acarreo, habrían de pagar un canon. 
A finales del siglo XIV, el 20 de diciembre de 1385, el rey Juan I de Castilla manda una misiva a Ferrant García de Céspedes, comendador de Zorita (a cuyo partido estaba adscrito Berninches), ordenándole que libere a unos "ommes buenos del Común y adeganias de Çorita y encomienda del Collado", a quienes prendió dos meses atrás por no pagar unos tributos de dudosa legalidad. Ante estos hechos se pidió al rey por parte del pueblo justicia sobre el agravio cometido contra sus vecinos, encarcelados y privados de sus bienes, testificando varios vecinos en su favor, hasta el punto de mostrar la certeza de que hubieran sido muertos por los hombres del comendador de no haber hallado refugio en un cerro. El rey libera finalmente a los vecinos del pago de estos impuestos indebidos y emplaza del mismo modo al comendador a personarse en los tribunales regios con el fin de que recibiera el castigo inherente al abuso.

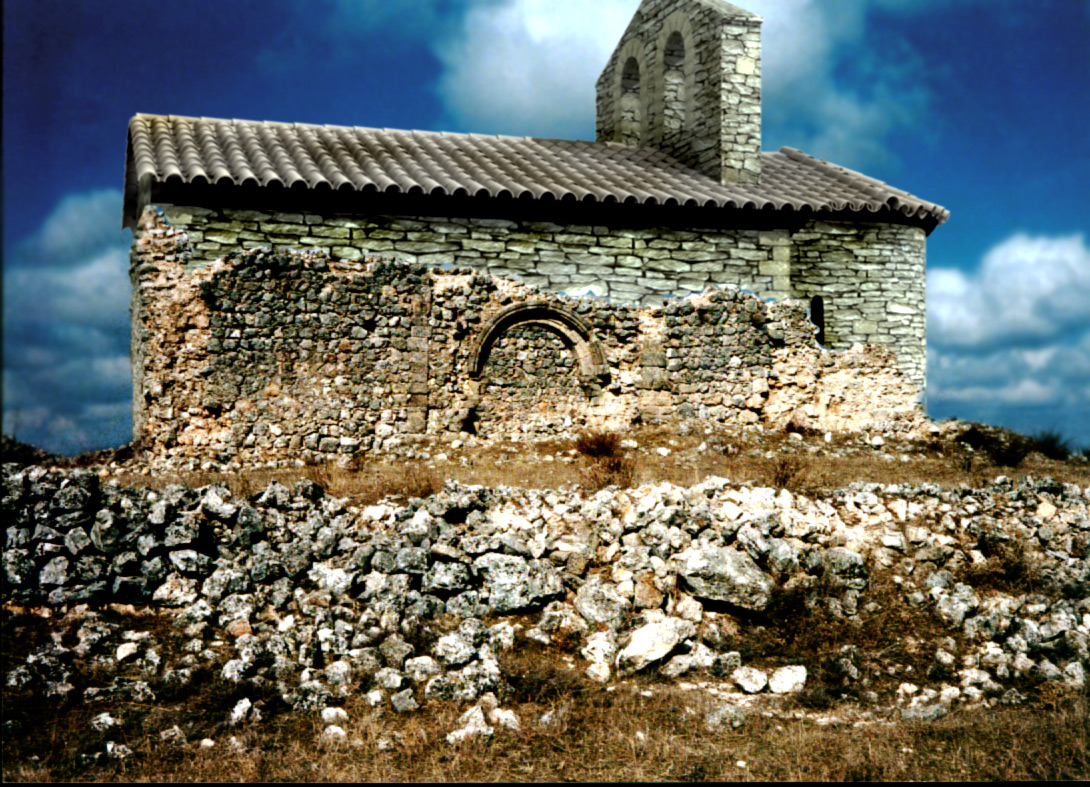
Reconstrucción virtual de la iglesia de Santa María de La Golosa.

El 8 de noviembre de 1391 el concejo es llamado a la campana tañida de la iglesia de Santa María de Berninches. Allí se junta el pleno, con sus oficiales, el comendador de El Collado, Juan de Caamaño, y cuatro vecinos supervivientes de La Golosa, pueblecito cercano. Se da lectura a un documento por el cual los últimos cuatro vecinos de este enclave oficializan la integración de sus familias y término en el de Berninches, bajo el permiso del comendador de la Orden. La tradición oral equivoca el modo en que llegaron, pues atribuye que primero fueron a pedir ayuntamiento con Alhóndiga y, en realidad, lo solicitaron con Auñón, resultando que este concejo no tuvo a bien la anexión. Ésta premisa, era una de las principales exigencias del maestre calatravo en el momento en que los últimos habitantes de La Golosa decidieron ajuntarse con otra población y solicitar permiso de ello a su "señor". Alhóndiga pertenecía por entonces a la Orden de Santiago, y es evidente que el clavero de Calatrava no quería perder tierras y vasallos para otorgárselos a una encomienda "rival", de ahí que impusiera a los vecinos prófugos que la adscripción debiera de efectuarse sobre lugares de su maestrazgo, próximos al enclave. Esto es, Auñón o Berninches.

En enero de 1392, apenas tres meses después de la anexión, figura un pleito abierto de unos cuantos vecinos de Alfondega (Alhóndiga) contra el concejo de Berninches, denunciando los pechos que les corresponden pagar en ambos lugares. Los firmantes de este documento, son en su mayoría antiguos vecinos de La Golosa o sus parientes, lo que da a colegir que no fueron tratados a su gusto en Berninches y mudaron residencia. Puede que esta intromisión del lugar de Alhóndiga en el triángulo La Golosa-Auñón-Berninches sea el motivo por el que la tradición oral cambió la realidad soportada documentalmente sobre la elección de hacer de huéspedes con los últimos vecinos de La Golosa. De una forma u otra, el 6 de agosto del siguiente año se dirime en el mismo despoblado ya de La Golosa el litigio por los tributos denunciados, quedando que los vecinos de Alhóndiga que tuvieran tierras en Berninches pagaran a razón de ellas, pudiendo dar pasto y agua a su ganado hallándose en labor por dichas tierras, además de servirse de leña en los montes del lugar aquel que tomase casa en Berninches. Cuatro días después de esta sentencia el arzobispo de Toledo, Pedro Carrillo, declara adegaña a Santa María de Berninches (la primera iglesia del pueblo, no la actual) la iglesia de Santa María de la Golosa, arrendando por separado las rentas de los diezmos de ambos sitios. Hacia 1397 el capítulo general de la Orden, reunido en Calatrava, dispone el establecimiento de un priorato en El Collado.

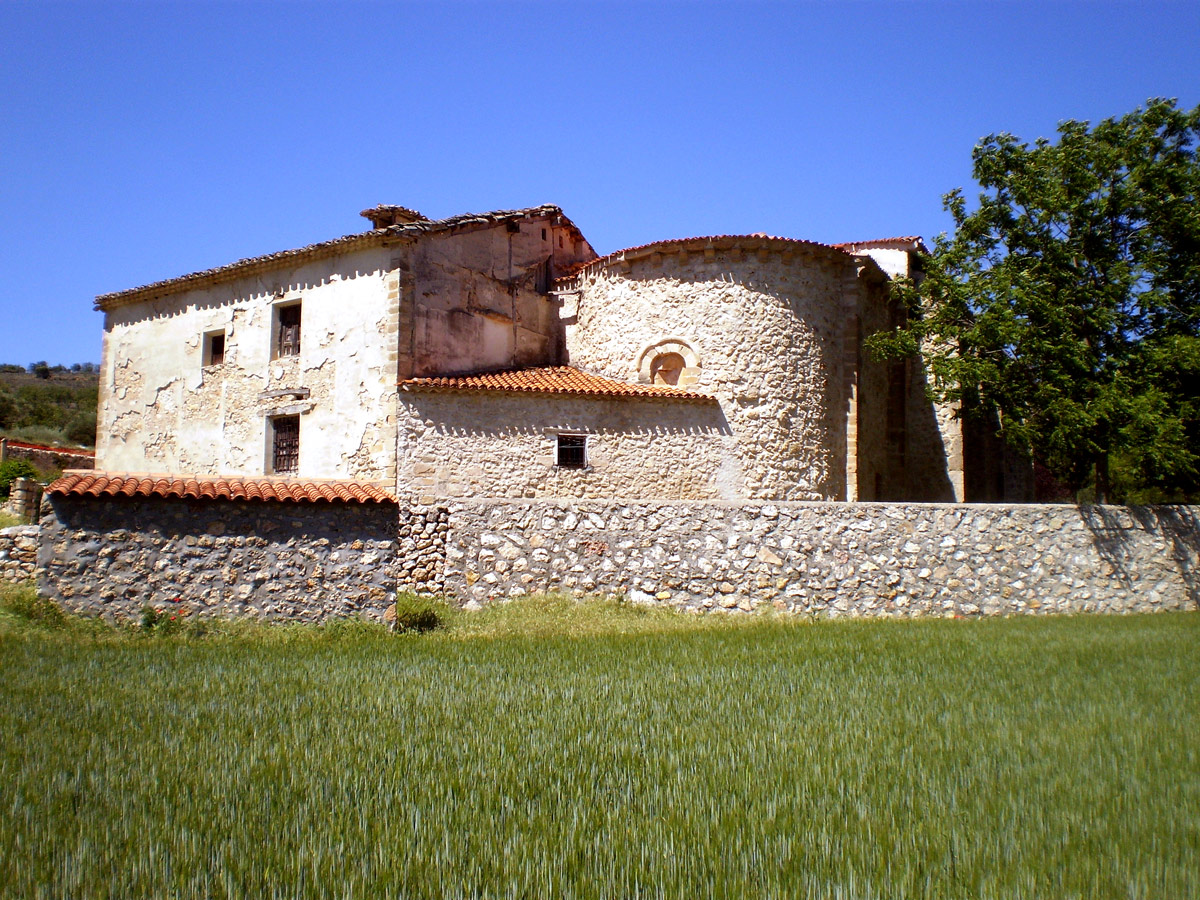
Ermita de El Collado

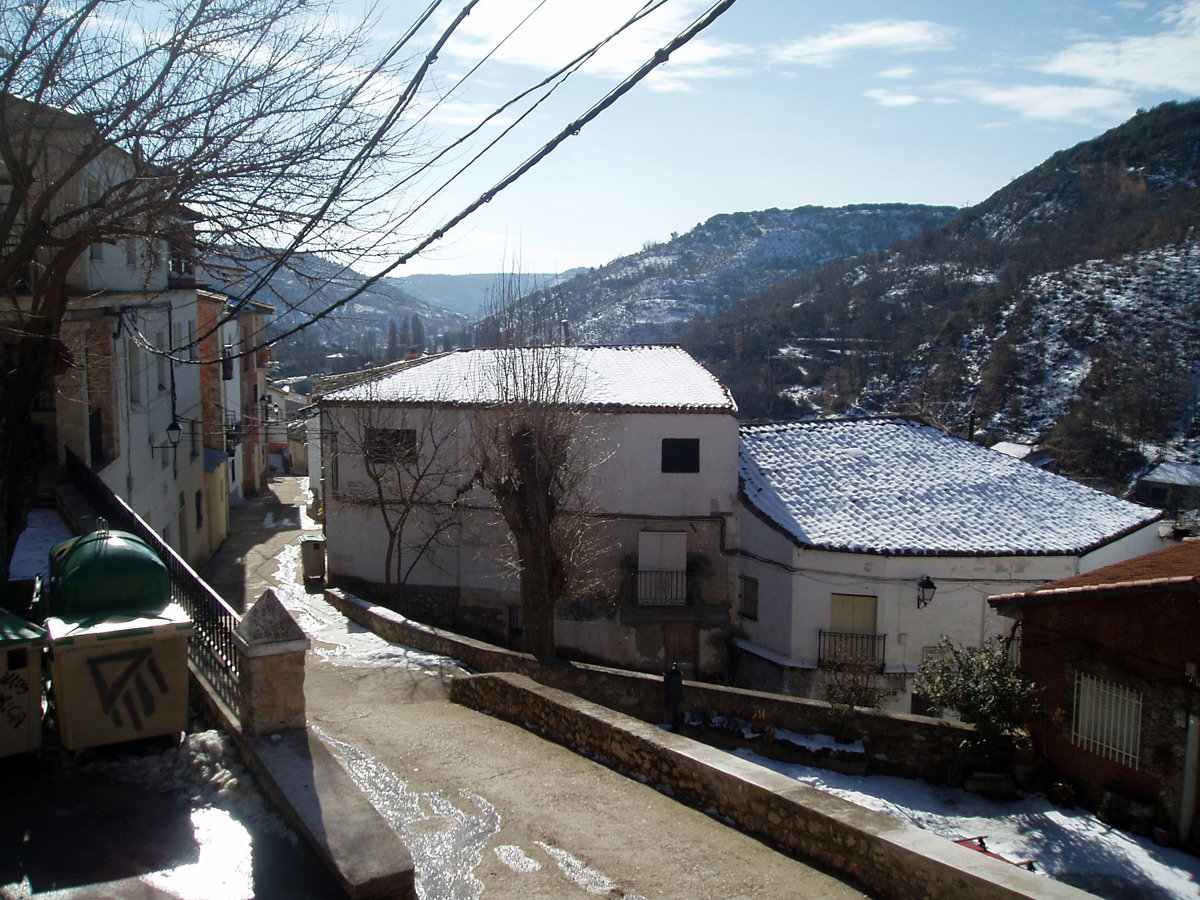
Calle de la localidad

Metidos ya en el siglo XV, el 8 de abril de 1405, aparece una ejecutoria definitiva dada en la Real Chancillería de Valladolid en el pleito seguido entre Berninches y Auñón por la encomienda de El Collado, junto a los del común de Zorita, contra el maestre de la Orden de Calatrava sobre la inconveniencia de que éste modificara los tributos, que se reedifiquen molinos y no se impida moler bajo diferentes penas. Esta sentencia ya aparece confirmada en otras ocasiones, lo que indica su incumplimiento por parte del maestre, y viene a demostrar la fuerza que la unión en pos de causas más o menos justas podía ofrecer frente al señor feudal en cuestión. El 6 de septiembre de 1434, figura la revocación de un privilegio que el maestre otorgó a los pueblos de Auñón y Berninches, y el 14 de abril de 1450 se produce un hecho capital en la historia del pueblo: el concejo de Berninches, reunido en el portal de la iglesia de Santa María, acepta la cesión que el por entonces comendador Luis de Contreras hace de las heredades del Collado, La Golosa y Berninches, bajo permiso de su maestre Pedro Girón. El pueblo entra en una nueva dimensión, un paso previo a su constitución posterior como villa. La nueva reorganización de las mesas maestrales en torno a la Corona, que fagocitan gran parte de sus funciones, así como la inutilidad de que los señores mantengan amplios territorios dentro de otro ordenamiento económico, social y militar, facilitan este tipo de concesiones o censos enfiteúticos. En el caso de Berninches, el canon a pagar ante dicho beneficio por el concejo se establece en dejar al comendador veinte pasos de posesión alrededor de la mansión señorial en El Collado, así como dos diezmos sobre el grano, uva, cáñamo y aceite, y un diezmo en la paja, miel, cera, frutas, hortalizas, ánsares, puercos y otras especies, datos que corroboran la singular actividad que el despoblado de El Collado mantenía por aquel entonces.

### Berninches en elDiccionariode Madoz (1845-1850)
La localidad aparece descrita en el cuarto volumen del Diccionario geográfico-estadístico-histórico de España y sus posesiones de Ultramar de Pascual Madoz de la siguiente manera:

BERNINCHES : villa con ayuntamiento en la provincia de Guadalajara (6 leguas), partido judicial de Sacedon (2), diócesis de Toledo (28), audiencia territorial de Madrid (14), capitanía general de Castilla la Nueva: SITUACION a la falda occidental de una montaña, en cuya dirección se eleva otra muy inmediata; bátenla principalmente los vientos del Norte; es de CLIMA frío, y se padecen reumas, afecciones de pecho y mal de ojos. Tiene 188 CASAS con la de ayuntamiento, cárcel, carnicería, pósito, una posada, 2 hornos de pan cocer, una escuela para ambos sexos, dotada con 1,700 reales de los fondos públicos, á la que asisten 37 alumnos; 2 fuentes para el uso de los vecinos; iglesia parroquial dedicada á la Asunción de Ntra. Señora, con curato perpetuo de oposición, y en los afueras 2 ermitas tituladas de la Soledad y del Collado. Confina el TÉRMINO por Norte con el de San Andrés del Rey; Este, Alóndiga y Auñon; Sur, Alocén y el Olivar; Oeste, Peñalver y Yelamos, á distancia de 1/2 legua á 3/4 por todos los puntos, y comprende el despoblado llamado la Golosa, que fué abandonado hace unos 150 años (hacia 1700); un caserío donde dicen el Collado; muchos montes poblados de encina, roble y maleza, y le riega un arroyuelo, que nace en Valdelafuente, cuyas aguas bañan hasta entrar en el Tajo los términos de Pastrana, Alóndiga y Valdeconcha: el TERRENO es agrio y de muy inferior calidad; los CAMINOS locales; el CORREO se recibe en Budia por medio de balijero (valijero) 3 veces á la semana. PROD.: trigo, cebada, avena, cáñamo, legumbres, frutas, vino y aceite; se mantiene algún ganado vacuno, lanar y cabrío, de los que es preferido el último, y se cría abundante caza menor. INDUSTRIA: un molino harinero. POBLACION: 201 vecinos, 646 almas. CAPITAL PROD.: 1.136,800 reales. IMPONIBLE: 136,416. CONTRIBUCION: 12,599 reales. 30 mrs. Esta villa sufrió hace unos 250 años (hacia 1600) una fuerte epidemia, en la que murieron en menos de 3 meses 500 vecinos hasta quedar cerradas mas de 400 casas que se arruinaron después, y se perdieron sus muchas labores en las tierras de cultivo, que son hoy las reducidas á monte y maleza.
(Madoz, 1846, p. 279)

## Demografía
Berninches cuenta con una población de 45 habitantes (INE 2024).
| Gráfica de evolución demográfica de Berninches entre 1842 y 2021                                                    |
| |
| Población de derecho según los censos de población del INE Población de hecho según los censos de población del INE |

| 1850 |  | 1900 |  | 1930 |  | 1950 |  | 1970 |  | 1991 |  | 1996 |  | 2001 |  | 2004 |  | 2013 |  | 2015 |
| ---- |  | ---- |  | ---- |  | ---- |  | ---- |  | ---- |  | ---- |  | ---- |  | ---- |  | ---- |  | ---- |
| 646  |  | 597  |  | 601  |  | 597  |  | 232  |  | 142  |  | 125  |  | 133  |  | 126  |  | 67   |  | 65   |

## Política local
El actual alcalde es Salvador Martínez Martínez (PP), el cual gobierna con mayoría absoluta.
| Elecciones municipales del 26 de mayo de 2019 |       |         |            |
| Partido                                       | Votos | %       | Concejales |
| Partido Popular                               | 31    | 56,36 % | 2          |
| Partido Socialista Obrero Español             | 20    | 36,36 % | 1          |

## Patrimonio

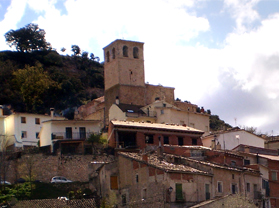
Iglesia de la Asunción

En la localidad hay una iglesia parroquial bajo la advocación de la Asunción de Nuestra Señora.

## Fiestas
Berninches conserva dos fiestas locales, una en honor del Corpus Christi ya casi metidos en el verano, y otra, su fiesta mayor, en advocación de la Virgen del Collado, señalada invariablamente para el día 8 de septiembre. También es reseñable la conmemoración de la Semana Santa y su procesión nocturna del Viernes Santo, con el singular "Jesús amoroso" acompañando el ascenso de la Virgen desde la ermita de la Soledad. Así mismo también es de destacar la Romería que cada último fin de semana del mes de mayo el pueblo realiza a la ermita del Collado, con comida campestre en las inmediaciones de por medio.
Durante el Corpus Christi, se visten altares callejeros y se sale a hacer posas a su frente en procesión, rememorando una cultura ancestral. Los oficios religiosos, son acompañados por música nocturna y otras actividades festivas.
Para la fiesta de Ntra. Sra. del Collado, además de los actos litúrgicos propios, las orquestas amenizan las veladas, mientras que los toros y vacas cumplen con sus sueltas y encierros.